# Калыгин, Виктор Павлович
Виктор Павлович Калыгин (18 октября 1950, Ковров — 3 декабря 2004, Москва) — советский и российский филолог-кельтолог, специалист по кельтской филологии. Доктор филологических наук (1997).

## Биография
Родился 18 октября 1950 года в городе Коврове Владимирской области. 
Окончил филологический факультет ЛГУ имени А. А. Жданова (диплом о кельто-тохарских лексических связях). 
Окончил аспирантуру Института языкознания РАН, где под руководством В. Н. Ярцевой защитил диссертацию на соискание учёной степени кандидата филологических наук по теме «Особенности языка древнейшей ирландской поэзии в сравнительно-историческом освещении». 
Работал в Институте языкознания вначале в секторе германских и кельтских языков, с 2001 г. — заместителем директора, с 2002 г. — зав. отделом индоевропейских языков. 
В 1997 году защитил диссертацию на соискание учёной степени доктора филологических наук по теме «Истоки древнеирландской мифопоэтической традиции». 
Автор «Введения в кельтскую филологию» (совместно с А. А. Королёвым; 1989), «Этимологического словаря кельтских теонимов» (2006; книга издана посмертно).
Умер 3 декабря 2004 года. Похоронен в Рязани на Новом кладбище.

## Научные труды
- Язык древнейшей ирландской поэзии. М., Наука. 1986. 126 с. 1000 экз.; 2-е изд. М., УРСС. 2003. 480 экз. ISBN 5-354-00053-X
- Калыгин В. П., Королёв А. А. Введение в кельтскую филологию. М., Наука. 1989. 251 с. 900 экз.; 2-е изд. М., КомКнига. 2006. 272 с. Тираж не указан. ISBN 5-484-00265-6
- Этимологический словарь кельтских теонимов. — М.: Наука, 2006. — 182 с. — ISBN 5-02-034377-3.